# جوزيف مارشال
جوزيف مارشال (بالإنجليزية: Joseph Marshall)‏ (5 ديسمبر 1835 - 10 سبتمبر 1915) هو لاعب كريكت بريطاني (وحمل سابقاً جنسية المملكة المتحدة لبريطانيا العظمى وأيرلندا).